# Zvirivka
 (février 2018).
Zvirivka (en ukrainien : Звірівка) est un village situé dans le raïon de Novooukraïnka et l'oblast de Kirovohrad, en Ukraine. Il compte 602 habitants.

## Démographie
Composition linguistique de la population de Zvirivka
- Ukrainien (96,01 %)
- Russe (2,33 %)
- Biélorusse (1,66 %)

Selon le recensement de 2001, 96,01 % des habitants du village parlent l'ukrainien, 2,33 % le russe et 1,66 % le biélorusse.

## Infrastructures
La gare d'Adabach (uk), située près de Zvirivka, est desservie par les lignes de Kiev à Odessa et de la gare Taras-Chevtchenko à Pomitchna. L'arrêt Zvirov (uk) se trouve aussi près du village.